# فالبريفاس
فالبريفاس (بالفرنسية: Valprivas)‏ هي بلدية تقع في فرنسا في Canton of Bas-en-Basset. يقدر عدد سكانها بـ 401 نسمة ومساحتها 23.66 كم2 وترتفع عن سطح البحر 835 متر.